# Nationalpark Andohahela
Der Nationalpark Andohahela ist ein Nationalpark der Stufe II der IUCN-Klassifizierung im Süden von Madagaskar.
Zusammen mit fünf weiteren Nationalparks wurde er 2007 unter dem Namen Regenwälder von Atsinanana in die UNESCO-Weltnaturerbeliste aufgenommen.

## Geografie
Er befindet sich in der Region von Androy, auf halbem Weg zwischen den Distrikten von Tolagnaro (Fort-Dauphin) und Amboasary Sud in der Nähe der Nationalstraße 13. Der Park besteht aus drei nicht zusammenhängenden Gebieten mit einer Gesamtfläche von 76.020 ha in einer Höhe zwischen 120 und 1972 m.

## Geschichte
Ein Teil des heutigen Nationalparks wurde bereits 1939 unter Schutz gestellt. Diese Fläche betrug 30.000 ha. Im Jahr 1966 wurde dann die Schutzfläche auf die heutige Fläche vergrößert und 1997 wurde Andohahela zu einem Nationalpark.
2007 wurden die Regenwälder von Atsinanana zum UNESCO-Weltnaturerbe. Zu diesen Regenwäldern zählt auch der Nationalpark Andohahela.

## Flora & Fauna
Im Park leben 12 Lemurenarten, 129 Vogelarten, 75 Reptilienarten und 50 Amphibienarten sowie mehr als 1000 Pflanzenarten.

## Ökologie
Im Nationalpark finden sich drei verschiedene Ökosysteme:
- feuchter Tropenwald, im Osten
- trockenes Dornbuschland
- und ein Übergangsgebiet aus Trockenwald zwischen diesen beiden Biotopen.